# Matthew Knight Arena
Die Matthew Knight Arena ist eine Mehrzweckhalle auf dem Campus der University of Oregon (UO) in der US-amerikanischen Stadt Eugene im Bundesstaat Oregon. Sie löste 2011 den 1926 eingeweihten McArthur Court ab. Die NCAA-College-Basketball-Mannschaften der Oregon Ducks (Männer und Frauen) in der Pacific-12 Conference nutzen die Halle für ihre Heimspiele.  

## Geschichte
Die zukünftige Veranstaltungshalle wurde im Dezember 2008 nach dem Sohn von Hauptspender Philip Knight, Mitgründer des Sportartikelanbieters Nike Inc., benannt. Matthew Knight kam 2004 im Alter von 34 Jahren bei einem Tauchunfall in El Salvador ums Leben. Am 7. Februar 2009 starteten die Bauarbeiten. Das Design entstammt einer Zusammenarbeit von TVA Architects aus Portland und Ellerbe Becket aus Kansas City. Knapp zwei Jahre später, am 13. Januar 2011, wurde der 227 Mio. US-Dollar teure Neubau mit einem Basketballspiel der Männer vor ausverkauftem Haus mit 12.364 Fans zwischen den Oregon Ducks und den USC Trojans eingeweiht. Die Ducks gewannen die Partie nach einer Serie von sechs verlorenen Spielen.
Eine Besonderheit hat das Spielfeld der Arena. Es wurde von Tinker Hatfield, Schuh-Designer bei Nike, entworfen. Wenn man auf dem Feld steht, macht es den Eindruck, als würde man in einem dichten Tannenwald stehen. Das Parkett aus kanadischem Ahorn trägt den Namen Kilkenny Floor, nach Pat Kilkenny, dem früheren Sportdirektor der Oregon Ducks. Das Design soll an die Basketball-Meistermannschaft von 1939 erinnern, die den Spitznamen The Tall Firs (deutsch Die hohen Tannen) trägt. Der Videowürfel unter der Hallendecke wiegt 65.000 lbs. (ca. 29,5 t) und hat die Maße 36 × 32 ft (10,97 × 9,75 m). Er besitzt vier LED-Bildschirme mit je  20 × 12 ft (6,10 × 3,66 m) Größe. Zum Zeitpunkt der Eröffnung war er der größte und modernste Videowürfel in einer College-Sporthalle in den Vereinigten Staaten.
Zwei große Kunstwerke befinden sich im Gebäude. Das Werk Allegory von Janet Echelman besteht aus einer fischnetzartigen Skulptur und befindet sich in der nordöstlichen Ecke der Halle. Die zweite Installation am Westeingang vom Jason Bruges Studio trägt den Namen Gameshow. Das interaktive Kunstwerk nutzt die Motion-Capture-Technologie, dabei wird von Kameras über dem Spielfeld das Spielgeschehen aufgenommen, mit einer darauf zugeschnittenen Software verarbeitet und auf einer 3D-Flüssigkristall-Wand von hellgelb bis dunkelgrün, den Farben der Ducks, in Streifen wiedergegeben.
Die Veranstaltungsarena wurde im April 2013 vom U.S. Green Building Council mit der Kategorie Gold für ökologisches Bauen zertifiziert.
Neben den Basketballspielen finden gelegentlich auch Konzerte und Familienshows statt.

## Daten zur Arena
- Während der Bauphase waren 1.890 Arbeiter an der Errichtung beteiligt.[9]
- Vor dem Bau wurden 330.000 yd3 (252.303 m3) Aushub abtransportiert. Das entspricht 30.000 Lastwagenladungen.
- Es wurden 50.000 yd3 (38.228 m3) Steine verbaut.
- Für die Arena und das Parkhaus wurden 39.000 yd3 (29.818 m3) Beton gegossen, was 3.900 Betonmischern entspricht.
- 4.840 t Bewehrungsstahl wurden mit dem Beton verbaut.
- 580.000 lbs. (263 t) Betonfertigteile wurden für die Tribünen montiert.
- 2.900 t Baustahl wurden im Bau platziert.
- Mehr als 800.000 Personenstunden
- Im Gegensatz zum McArthur Court hat sich die Anzahl der Toiletten (130 für Frauen, 65 für Männer und vier Familientoiletten) vervierfacht.
- Der Unterrang ist steiler und näher am Spielfeld als in der alten Halle.
- An 50 Ständen können Essen und Getränke an 20 verschiedenen Plätzen in der Halle gekauft werden.
- In der Matthew Knight Arena sind 200 Flachbildfernseher verteilt. Die Hälfte davon befinden sich auf den Gängen der Halle.
- Die Dachbinder haben eine Länge von über 260 ft (rund 80 m)

## Konzerte (Auswahl)
| - 13. Februar 2011 Stone Sour - 13. Februar 2011 New Medicine - 13. Februar 2011 Hollywood Undead - 13. Februar 2011 Avenged Sevenfold - 17. Februar 2011 Elton John - 15. November 2011 Cirque du Soleil - 10. Februar 2012 Brad Paisley - 10. Februar 2012 Scotty McCreery - 10. Februar 2012 The Band Perry - 5. April 2012 Trans-Siberian Orchestra - 4. März 2013 Passion Pit - 21. März 2013 Jeff Dunham - 15. Julia 2013 Tim McGraw - 13. Dezember 2013 Dallas Smith - 13. Dezember 2013 Colt Ford - 13. Dezember 2013 Florida Georgia Line - 7. März 2014 YOB - 7. März 2014 Tool - 31. Juli 2014 Rod Stewart - 31. Juli 2014 Santana - 7. August 2014 Steve Winwood - 7. August 2014 Tom Petty & the Heartbreakers - 11. August 2014 Bruno Mars - 26. September 2014 Zac Brown Band - 17. Oktober 2014 Phish - 26. Oktober 2014 Phillip Phillips - 6. November 2014 Kid Cudi - 14. Februar 2015 RaeLynn - 14. Februar 2015 Justin Moore | - 14. Februar 2015 Miranda Lambert - 25. April 2015 Cole Swindell - 25. April 2015 Tyler Farr - 25. April 2015 Jason Aldean - 28. Mai 2015 Eagles - 22. Juli 2015 Mötley Crüe - 22. Juli 2015 Alice Cooper - 15. September 2015 Papa Roach - 15. September 2015 In This Moment - 15. September 2015 From Ashes to New - 15. September 2015 Five Finger Death Punch - 8. Oktober 2015 Neil Young & Promise of the Real - 11. Februar 2016 Eric Paslay - 11. Februar 2016 Brad Paisley - 11. Februar 2016 Cam - 13. März 2016 Colton Dixon - 8. April 2016 G-Eazy - 9. Juli 2016 KISS - 28. September 2016 Suicidal Tendencies - 28. September 2016 Metal Church - 28. September 2016 Megadeth - 28. September 2016 Butcher Babies - 28. September 2016 Amon Amarth - 30. September 2016 Tesla - 30. September 2016 REO Speedwagon - 30. September 2016 Def Leppard - 8. November 2016 Earth, Wind and Fire - 8. November 2016 Chicago |

## Galerie

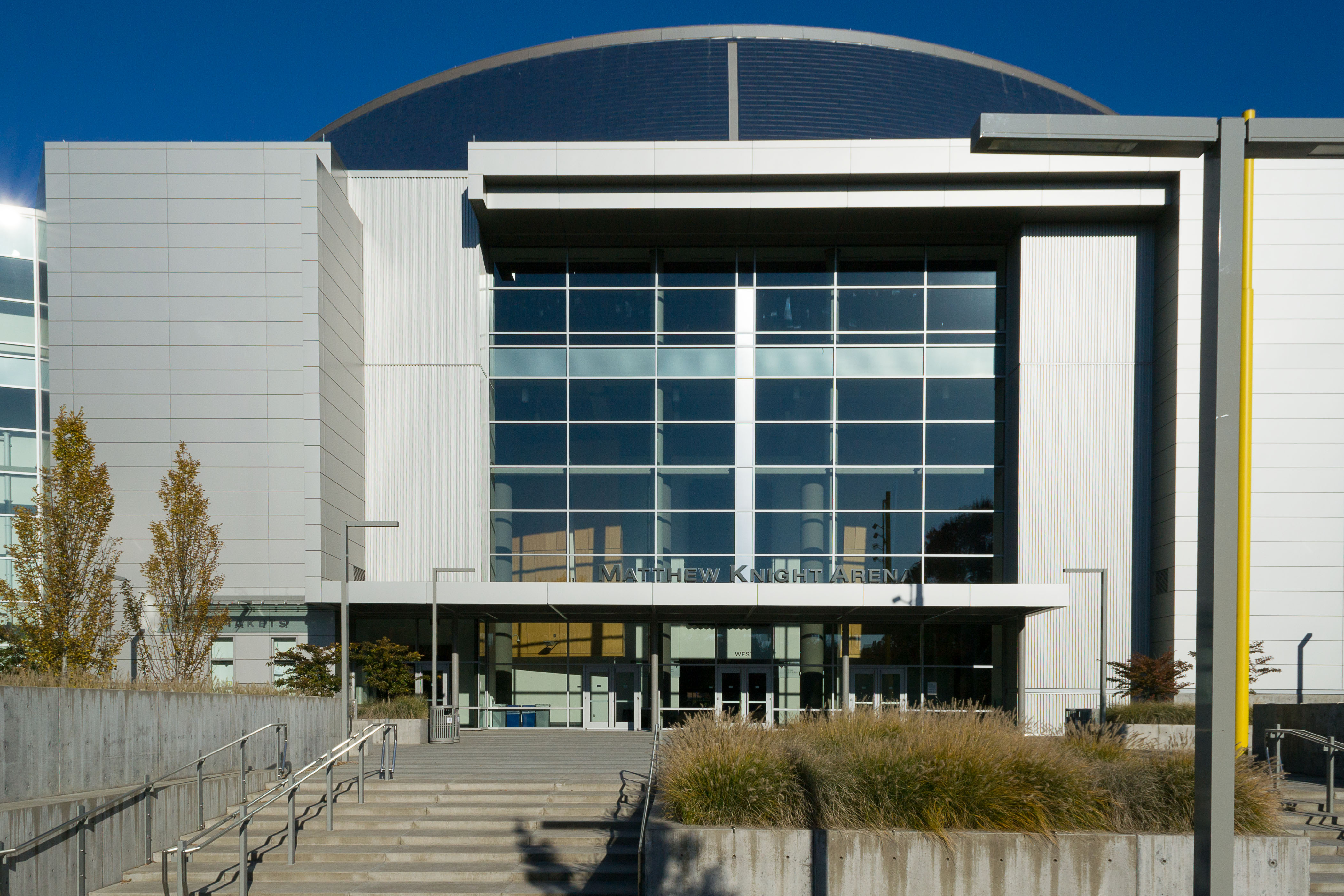
Eingang der Matthew Knight Arena
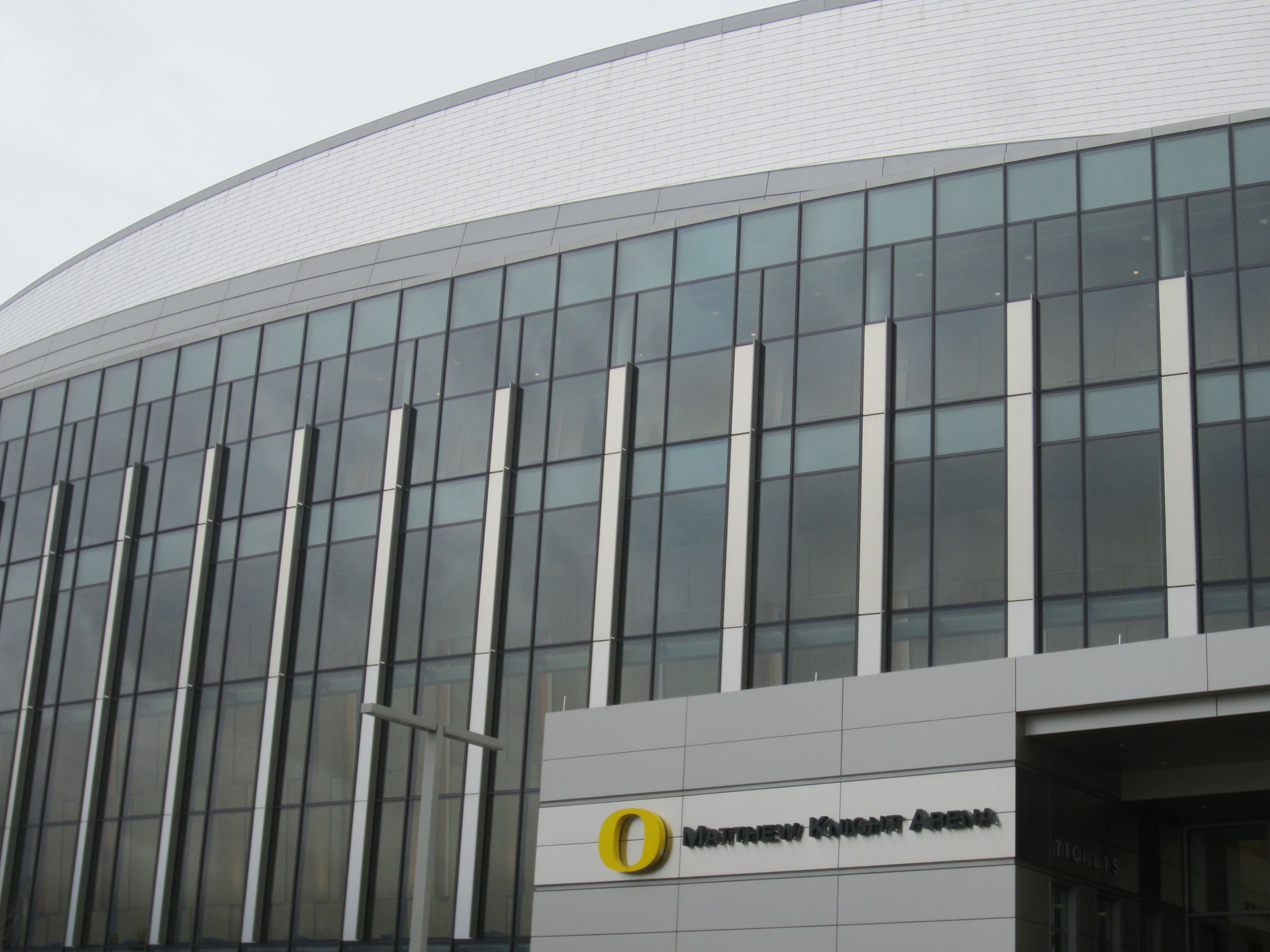
Die Arena hat große Glasfassaden
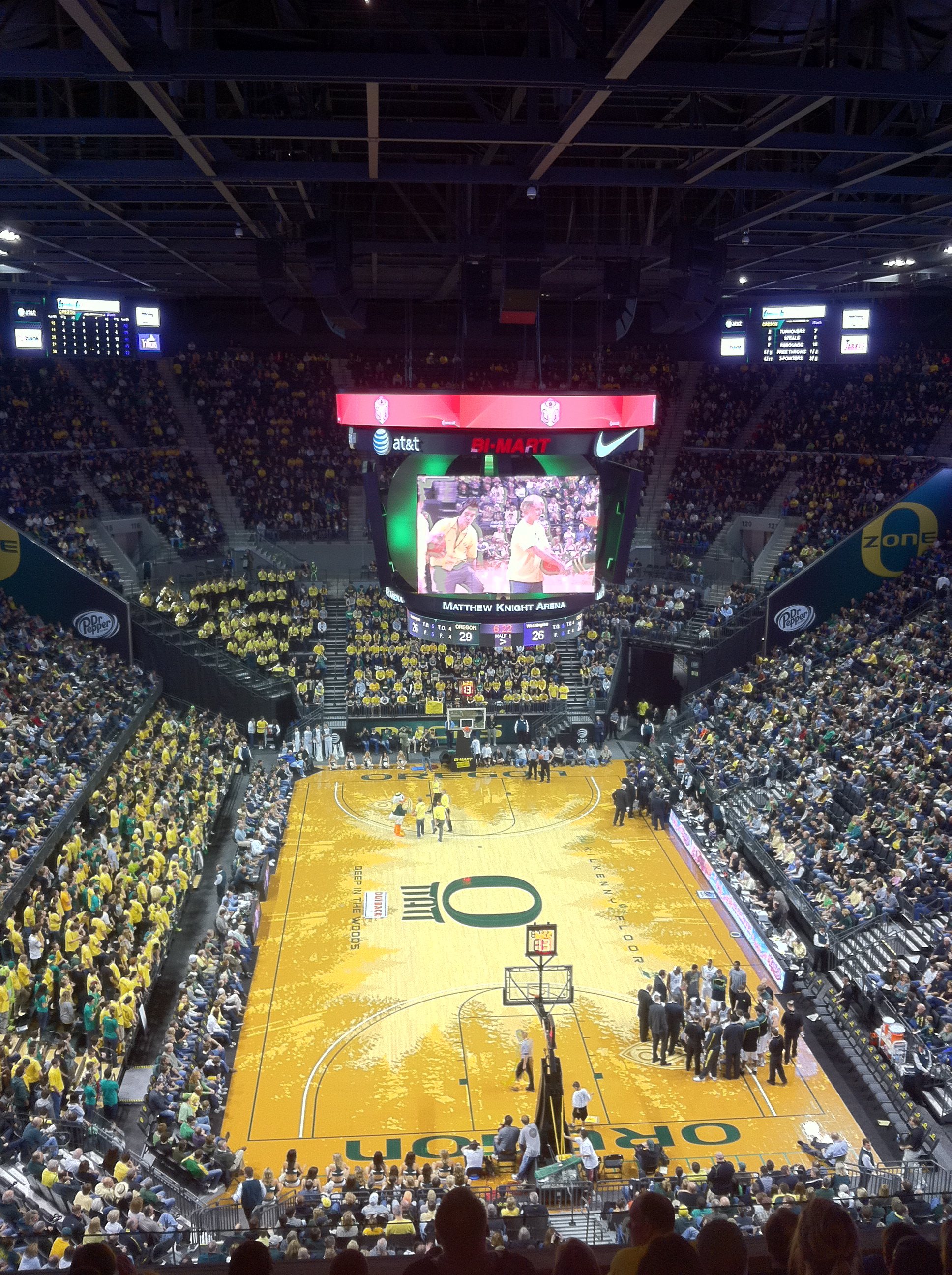
Der Innenraum bei einem Männer-Spiel der Oregon Ducks gegen die Washington State Cougars im Februar 2011.